# Continuum dialetal
Continuum dialetal (AO 1945: dialectal), também chamado de contínuo dialetal, é o termo utilizado na linguística para denominar o conjunto de dialetos falados ao longo de uma área geográfica extensa, que apresentam apenas diferenças ligeiras nas zonas geograficamente próximas, e que perdem gradualmente a inteligibilidade mútua à medida que as distâncias se tornam maiores, chegando mesmo a desaparecer esta inteligibilidade.
De acordo com o paradigma Ausbausprache - Abstandsprache - Dachsprache, estes dialetos podem considerar-se Abstandsprachen ("linguagens autónomas", em alemão). No entanto, podem também ser vistos como dialectos de uma única língua, assumindo a existência de uma língua padrão comum através da qual seja possível a comunicação. Tal situação denomina-se diglossia.
Na sociolinguística diz-se que há um continuum dialetal quando dois ou mais dialetos de um idioma, ou dialetos de idiomas afins mesclam-se uns aos outros sem qualquer fronteira geográfica definida.

## Exemplos
Com frequência citam-se como exemplo as línguas românicas de Portugal, Espanha, França e Itália, ainda que os dialetos intermédios tendam à extinção. Outro exemplo formam-no os muitos dialetos que compõem o alemão, o neerlandês e o africâner. Formam uma única continuidade dialetal com três padrões literários reconhecidos. Ainda que o neerlandês e o alemão não sejam mutuamente inteligíveis, há numerosos dialetos de transição que o são.